# Episodi di South Park (ventesima stagione)
La ventesima stagione della serie televisiva South Park, composta da 10 episodi, è stata trasmessa negli Stati Uniti, da Comedy Central, dal 14 settembre al 7 dicembre 2016.
L'edizione italiana è stata trasmessa dal 23 settembre 16 dicembre 2016 su Comedy Central e MTV.
Tutti gli episodi sono stati scritti e diretti da Trey Parker.
| n° | Titolo originale                       | Titolo italiano                        | Prima TV USA      | Prima TV Italia   |
| -- | -------------------------------------- | -------------------------------------- | ----------------- | ----------------- |
| 1  | Member Berries                         | Grappoli di ricordi                    | 14 settembre 2016 | 23 settembre 2016 |
| 2  | Skank Hunt                             | Caccia al troll                        | 21 settembre 2016 | 30 settembre 2016 |
| 3  | The Damned                             | Anime perse                            | 28 settembre 2016 | 7 ottobre 2016    |
| 4  | Wieners Out                            | Fuori il salsicciotto                  | 12 ottobre 2016   | 21 ottobre 2016   |
| 5  | Douche and a Danish                    | Danimarca trollata                     | 19 ottobre 2016   | 28 ottobre 2016   |
| 6  | Fort Collins                           | Fort Collins                           | 26 ottobre 2016   | 4 novembre 2016   |
| 7  | Oh, Jeez                               | Che cosa avete fatto?!                 | 9 novembre 2016   | 18 novembre 2016  |
| 8  | Members Only                           | Ricordi la Casa Bianca?                | 16 novembre 2016  | 25 novembre 2016  |
| 9  | Not Funny                              | Non è divertente                       | 30 novembre 2016  | 9 dicembre 2016   |
| 10 | The End of Serialization as We Know It | La fine di Internet come lo conosciamo | 7 dicembre 2016   | 16 dicembre 2016  |

## Grappoli di ricordi
- Titolo originale: Member Berries

### Trama
La cittadinanza di South Park è molto attenta alle reazioni di protesta pacifica che si manifestano durante l'esecuzione dell'inno nazionale statunitense, e c'è stupore quando anche alcune ragazzine bianche si uniscono all'iniziativa. Infatti si scopre che il motivo alla base non è una condanna per le violenze sugli afroamericani, ma un'accusa ad un troll dal nickname "Skankhunt42" che su internet posta pesanti ingiurie contro il genere femminile, e che sembrerebbe essere Cartman. Nel frattempo, a seguito degli Accordi di Sokovia, il Senato U.S.A., stanco delle proteste nei confronti dell'inno, decide di commissionarne un reboot a J. J. Abrams. Inoltre continua la campagna elettorale, che vede fronteggiarsi Hillary Clinton e il Signor Garrison, con quest'ultimo dato in vantaggio dai sondaggi.
Ma l'ex insegnante si rende conto di non avere un programma, e che sarebbe in gravi difficoltà se eletto: perciò, insieme a Caitlyn Jenner, studia un piano per far salire alla Casa Bianca la sua rivale. Randy Marsh è visibilmente turbato dalla possibilità che il Signor Garrison vinca, e viene aiutato da Stephen Stotch che gli offre degli integratori, i "ricordacini" (member berries). Si tratta di un grappolo d'uva i cui acini parlanti tranquillizzano le persone rievocando eventi della cultura popolare delle decadi passate (ad esempio riferimenti a Star Wars). Ma dopo poco tempo Randy si accorge che questi ricordacini si spingono troppo oltre con le loro affermazioni, facendo anche commenti conservatori, come ricordare quando il matrimonio era solo tra un uomo e una donna e quando non c'erano così tanti messicani.
- Ascolti USA: telespettatori 2.167.000 – rating/share 18-49 anni[2].

## Caccia al troll
- Titolo originale: Skank Hunt

### Trama
A South Park continua la caccia al troll Skankhunt42, e i genitori degli alunni della scuola elementare vengono invitati a controllare se riscontrino nei propri figli i sintomi del possibile disturbatore del web. Ma in realtà è Gerald Broflovski che si diverte a seminare discordia e a offendere le donne su internet, spingendosi al punto che una delle sue bravate diviene perfino oggetto di un servizio al telegiornale, perché colpisce un sito danese che aiuta le donne colpite da tumore al seno. Heidi Turner, figlia di una delle vittime degli scherzi, è talmente scossa da effettuare un gesto estremo: la cancellazione dell'account twitter e degli altri social network.
La notizia scuote parecchio gli studenti, e il fatto porta uno di loro, Scott Malkinson, a considerarla come possibile soluzione ai suoi problemi di scarsa considerazione da parte di genitori e compagni di scuola, e per questo tartassa a tutte le ore del giorno il consulente, il signor Mackey, con svariate richieste di consigli e di aiuto. Intanto i ragazzi ritengono che il troll sia Cartman, ed escogitano un piano per fermarlo: per questo, con una scusa lo conducono in un capanno isolato nel bosco e distruggono tutti i suoi apparecchi con cui connettersi ad internet. Le ragazze invece, esaurita la pazienza dopo l'ennesimo attacco sul web, decidono di adottare una misura estrema di ritorsione nei confronti dei coetanei maschi.
- Ascolti USA: telespettatori 1.576.000 – rating/share 18-49 anni[3].

## Anime perse
- Titolo originale: The Damned

### Trama
Continuano le azioni denigratorie del troll Skankhunt42, che ormai prendono di mira soprattutto l'atleta danese Freja Ollegard, che gestisce un blog per malate di tumore, allo scopo di farla ritirare dai social network. Ma il gioco si spinge troppo oltre e la donna si suicida, gettando nel panico Gerald Broflovski, che si affretta a sbarazzarsi di tutte le prove. Il gesto estremo però suscita la reazione del popolo danese, che si mette alla caccia della vera identità del disturbatore del web. Nel frattempo la polizia di South Park indaga sull'improvvisa scomparsa da twitter di Cartman, allarmando parecchio i ragazzi della scuola elementare responsabili del gesto. Invece, inaspettatamente, un Cartman straniato dall'essere rimasto disconnesso, riceve la solidarietà 
di Heidi Turner, la ragazza che volontariamente si era cancellata dai social network come protesta nei confronti del troll. Sullo sfondo c'è sempre la campagna elettorale presidenziale, col Signor Garrison che - durante il primo dibattito televisivo con Hillary Clinton, e nei comizi seguenti - prova in tutti i modi a far votare per la sua rivale, ottenendo l'effetto opposto. Un'affezione per il candidato pubblicamente autodichiaratosi incapace che preoccupa Randy Marsh, il quale inizia a sospettare un legame con la diffusione dei ricordacini, e decide di fare qualche indagine sulla strana frutta.
- Ascolti USA: telespettatori 1.786.000 – rating/share 18-49 anni[4].

## Fuori il salsicciotto
- Titolo originale: Wieners Out

### Trama
Stanco di subìre l'ostracismo di tutte le ragazze della scuola (e quello della sua fidanzata canadese Charlotte), Butters guida la protesta dei maschi, andando in giro con pantaloni e mutande abbassate al grido di "SalsicciOut" (Wieners out in originale), e l'atto raccoglie l'adesione di quasi tutti i ragazzi. Kyle invece non si unisce a loro, e prova ancora a far tornare le compagne di scuola su posizioni più concilianti ed a fermare Butters, cercando l'aiuto di Cartman, ma quest'ultimo è troppo preso dalla sua fidanzata, Heidi Turner, per dar retta all'amico. Le modalità e la frequenza delle proteste indignano le giovani studentesse, che si rivolgono al Preside P.C., ma questi ha le mani legate perché deve contemperare il diritto di manifestare di entrambe le parti. Nel frattempo Gerald Broflovski incontra un altro troll, noto in rete come Dildo Schweggins, che lo esorta ad unirsi a lui e ad altri come loro, dato che si trovano in pericolo: infatti in Danimarca il gruppo di cittadini che vuole vendicare il suicidio di Freja Ollegard sta realizzando una struttura per rintracciare la vera identità e l'indirizzo fisico di tutti i troll del web mondiale partendo dalle segnalazioni inviate ad un apposito sito internet, Trolltrace.com.
- Ascolti USA: telespettatori 1.817.000 – rating/share 18-49 anni[5].

## Danimarca trollata
- Titolo originale: Douche and a Danish

### Trama
Cartman e la sua fidanzata Heidi provano a far riappacificare i ragazzi e le ragazze della scuola elementare, ormai fortemente contrapposti, organizzando una raccolta fondi per sostenere il progetto della Danimarca del sito internet anti-troll attraverso la realizzazione e la vendita delle paste dolci, i danesi. Intanto il Signor Garrison riesce finalmente a inimicarsi il suo bacino elettorale offendendo le donne durante un comizio, ma le reazioni di protesta e la azioni di linciaggio da parte della folla lo fanno scappare a South Park, dove prova disperatamente e senza successo a riprendersi il suo posto da maestro elementare. Inizia quindi a vagare senza meta, imbattendosi nel gruppo di sostegno di Randy Marsh, che gli spiega come dietro la sua ascesa politica ci fossero in realtà i ricordacini e il loro ideatore occulto. Sullo sfondo Gerald Broflovski e il gruppo di troll del Colorado pianificano un attacco di massa alle pagine social della Danimarca, per scatenare il caos su internet e affossare la credibilità della nazione scandinava e il progetto dell'abolizione dell'anonimato sulla rete.
- Ascolti USA: telespettatori 1.321.000 – rating/share 18-49 anni[6].

## Fort Collins

### Trama
I troll sono riusciti nel loro intento di diffamare la Danimarca, che si è disconnessa da tutte le attività internet e ha bloccato l'avanzamento del progetto di caccia ai disturbatori del web, ma Gerald Broflovski ora vuole smettere con le azioni in grande stile per tornare alle sue attività in solitario, scontrandosi col parere opposto dei suoi "colleghi", specie di Dildo Schweggins. Nonostante la batosta mediatica, la Danimarca comunque non abbandona il progetto Trolltrace.com, grazie a un vHS mandato da Heidi e Cartman nel quale si spiega un modo per identificare più rapidamente, tramite il riconoscimento dell'uso delle emoji, il disturbatore che ha causato il mega-attacco virtuale. I due ragazzi intanto decidono di fare ricerche per conto loro, coinvolgendo Kyle, nel tentativo di Cartman di riavvicinarsi all'amico. Quest'ultimo però spiega che in caso di successo del sito danese, tutta la cronologia delle attività sul web di qualunque persona sarebbe alla portata di chiunque, cosa che metterebbe in crisi il rapporto tra Cartman e Heidi, visti i commenti sulle ragazze espressi nel recente passato. Comunque il metodo dei giovani funziona, e la Danimarca riesce a circoscrivere il luogo di partenza delle azioni di disturbo allo stato del Colorado, e testano la versione beta del sito internet rivelando le attività degli abitanti di Fort Collins, tra le quali quelle di La-La-Latte (MLKKK in originale), uno dei troll del gruppo di Gerald, che finisce per essere ucciso per vendetta dal padre di una delle sue vittime di bullismo telematico. Intanto Randy Marsh e il signor Garrison provano invano a distruggere i ricordacini, i quali approfittano di una pausa per scappare via.
- Ascolti USA: telespettatori 1.410.000 – rating/share 18-49 anni[7].

## Che cosa avete fatto?!
- Titolo originale: Oh, Jeez

### Trama
Il signor Garrison vince le elezioni e diventa il nuovo presidente degli Stati Uniti d'America, ma Randy Marsh non se ne capacita e va a chiedere spiegazioni direttamente all'insegnante. Quest'ultimo è in uno stato di forte condizionamento psicologico e dichiara cose esattamente opposte a quelle di pochi giorni prima, elogiando J. J. Abrams (ritenuto la mente del piano relativo ai ricordacini) e il nuovo film di Star Wars. Randy protesta, ma Caitlyn Jenner gli vomita in faccia del succo di ricordacini ammansendolo. Successivamente l'uomo farà lo stesso con la moglie Sharon e la figlia Shelley che si lamentano dell'esito delle elezioni. Intanto Cartman prova inutilmente a convincere Butters ad aiutarlo a cancellare le tracce online dei suoi imbarazzanti commenti sull'umorismo delle ragazze, quindi, terrorizzato dalla possibile divulgazione delle sue attività su internet, propone alla sua fidanzata Heidi di partire immediatamente per Marte. Comunque neanche Hillary Clinton si rassegna al risultato delle elezioni, così fa prelevare Gerald Broflovski e lo convince, promettendogli un colpo di spugna sul suo operato nel web, ad andare sotto copertura in Danimarca per rubare il software del progetto Trolltrace per usarlo al fine di smascherare i sospettati brogli elettorali. Arrivato nel paese scandinavo, Gerald viene rinchiuso nella stanza dei server, dove trova gli altri troll del suo gruppo che hanno fatto la stessa fine. Costoro gli spiegano di essere stati usati dal Governo americano come merce di scambio per terminare il progetto anti-disturbatori del web e quindi evitare altre dimostrazioni come quella di Fort Collins, che è stata accerchiata da un muro e dai militari per evitare contatti con l'esterno. Nel frattempo, alla scuola elementare di South Park, Preside P.C. ospita Bill Clinton che sta promuovendo insieme a Bill Cosby un "Gentlesman's club". L'iniziativa dovrebbe servire a ricucire i rapporti tra maschi e femmine, ma mentre alcuni studenti (come Stan) provano a riconquistare la fiducia femminile, altri restano sulle proprie posizioni, capeggiati da Butters. Bill Clinton lo va a trovare a casa, dove si trova in castigo, e gli spiega che gli uomini devono dimostrarsi remissivi (almeno di facciata) per evitare la vendetta che la moglie Hillary e tutte le donne del pianeta stanno preparando.
- Ascolti USA: telespettatori 2.029.000 – rating/share 18-49 anni[8].

## Ricordi la Casa Bianca?
- Titolo originale: Members Only

### Trama
Il signor Garrison accetta il suo nuovo ruolo da presidente e, adottato un nuovo look che lo rende simile a Donald Trump, inizia a girare per South Park allo scopo di vendicarsi di chi a suo giudizio gli aveva fatto dei torti. Però il nuovo presidente degli Usa viene presto chiamato al Pentagono per dirimere dei potenziali problemi diplomatici con diversi stati esteri, tutti relativi al progetto Trolltrace e alla rivelazione delle attività internet di ogni individuo o nazione. Una serie di problemi che gettano nel panico l'ex insegnante. Intanto, in Danimarca, Gerald è bloccato insieme agli altri troll all'interno del palazzo che ospita i server del sito anti-disturbatori del web, e chiede aiuto ad Ike per scagionarsi. Quest'ultimo lo aiuta, ma così finisce per essere identificato come Skankhunt42 dalla madre Sheila, che lo mette in castigo. Ma Kyle inizia a ricollegare vari fatti e capisce chi sia in realtà il vero troll. Nel frattempo Cartman e Heidi vanno alla SpaceX per proporsi volontari come astronauti per andare immediatamente su Marte, ma non sono i soli. In attesa ci sono decine di persone, tra le quali Cher e Butters, con il ragazzino biondo che sembra aver mutato atteggiamento, dimostrandosi molto gentile con la fidanzata dell'amico, probabilmente troppo agli occhi del ragazzo grasso. Elon Musk porta un gruppo di aspiranti astronauti a fare un tour dell'azienda, ma delude le aspettative dei visitatori spiegando che il viaggio verso Marte avrà luogo solo di lì a 8-10 anni. Però i ragazzi spiegano che Heidi è una persona molto in gamba e divertente, e l'imprenditore sembra interessato. Nelle stesse ore i ricordacini convergono tutti alla Casa Bianca e telefonano al presidente russo Vladimir Putin, scatenando la sua reazione. Poi organizzano una festa: ma mentre tutti si divertono, un gruppo di loro - quelli che hanno influenzato il signor Garrison - si trovano nello Studio Ovale dove vengono raggiunti da un ricordacino più vecchio (dalle sembianze di un padrino mafioso) che spara a quello che era stato designato a comandare, assumendo il potere.
- Guest star: Elon Musk (se stesso).
- Ascolti USA: telespettatori 1.788.000 – rating/share 18-49 anni[9].

## Non è divertente
- Titolo originale: Not Funny

### Trama
Mentre la popolazione di South Park entra nel panico per l'imminente operatività del sito Trolltrace.com, Kyle ed Ike sono tra due fuochi: il padre Gerald li spinge a fare i troll su internet per smuovere le emozioni della gente e quindi fermare i piani dei danesi; la madre Sheila (ancora convinta che sia Ike il troll) vieta loro di usare il computer. Sfidando le ire di quest'ultima, i ragazzi mobilitano le persone per far pressione al presidente Garrison affinché bombardi la Danimarca, e ci riescono grazie all'aiuto del Signor Maso. Ma quando i giovani Broflovski scoprono che il padre è imprigionato proprio nel paese scandinavo, usano delle tattiche psicologiche per far cambiare idea al signor Garrison e chiudono la madre nella dispensa per usare il pc allo scopo di aiutare il genitore intrappolato. Gerald, intanto, viene prima denudato e portato insieme agli altri troll in una stanza dove vengono costretti a subire in loop il Rickrolling, e in seguito condotto in una saletta dove l'amministratore delegato del sito gli rivela il vero scopo dell'operazione Trolltrace. Nelle stesse ore, alla SpaceX, Heidi cerca di risolvere una complicata serie di equazioni per trovare un propellente per razzi abbastanza potente ed economico per mandare le persone su Marte, mentre Butters avverte Cartman su come le ragazze giochino con i sentimenti dei maschi, ritenendoli praticamente inutili.
- Guest star: Elon Musk (se stesso).
- Ascolti USA: telespettatori 1.448.000 – rating/share 18-49 anni[10].

## La fine di Internet come lo conosciamo
- Titolo originale: The End of Serialization as We Know It

### Trama
Kyle coinvolge tutti i compagni affinché inondino il web di commenti da troll sugli argomenti più delicati per sovraccaricare i server di Trolltrace, e quindi mandare in tilt il sito. In questa missione riceve l'aiuto dei disturbatori rinchiusi in Danimarca, compreso il padre Gerald che si occupa di spegnere gli interruttori di protezione del sistema. Una spinta la offre pure il Pentagono, che usa i suoi server per amplificare l'ondata d'odio sul web e ingigantire l'effetto dell'assioma di Trevor, un meccanismo secondo il quale agire da troll aziona una reazione a catena. Nel frattempo, alla SpaceX, Cartman si è ormai convinto della pericolosità delle donne, e racconta che nei suoi sogni lucidi il viaggio dell'umanità su Marte porterebbe ad una schiavizzazione del genere maschile, con le donne che tengono i maschi in miniera, legati a macchinari per l'estrazione dello sperma e costretti a scrivere battute umoristiche su alcuni terminali. Poi Kyle chiama Butters e Cartman per chiedere il loro contributo come troll, e parlando si palesa la possibilità di sfruttare la nuova energia scoperta dalla SpaceX ad un duplice scopo, cioè trasferirla al Pentagono per potenziare l'ondata di commenti di disturbo sovraccaricando i server danesi, e allo stesso tempo causare danni ingenti all'azienda di Elon Musk bloccandone così il programma spaziale, ed evitando quindi i nefasti presagi marziani del ragazzo grasso. Il piano rischia però di essere rovinato dall'amministratore delegato di Trolltrace, che prova a fermare in tutti i modi Gerald. Intanto Sheila si è liberata e decide di controllare sul sito danese le attività internet di Ike, che scopre non essere il troll temuto, e su invito di Laura Tucker è tentata dal verificare anche la navigazione del marito.
- Guest star: Elon Musk (se stesso).
- Ascolti USA: telespettatori 1.817.000 – rating/share 18-49 anni[11].